# Colonelganj
Colonelganj é uma cidade e um município no distrito de Gonda, no estado indiano de Uttar Pradesh.

## Geografia
Colonelganj está localizada a 27° 08′ N, 81° 42′ L. Tem uma altitude média de 119 metros (390 pés).

## Demografia
Segundo o censo de 2001, Colonelganj tinha uma população de 24,163 habitantes. Os indivíduos do sexo masculino constituem 53% da população e os do sexo feminino 47%. Colonelganj tem uma taxa de literacia de 48%, inferior à média nacional de 59.5%: a literacia no sexo masculino é de 53% e no sexo feminino é de 42%. Em Colonelganj, 17% da população está abaixo dos 6 anos de idade.